# II. třída okresu Vyškov 2003/2004
V soubojích fotbalové II. třídy okresu Vyškov 2003/2004, jedné ze skupin 8. nejvyšší fotbalové soutěže, se utkalo 14 týmů dvoukolovým systémem podzim – jaro. Tento ročník skončil v červnu 2004. Postup do I. B třídy Jihomoravského kraje 2004/2005 si zajistil vítězný tým TJ Slovan Ivanovice nad Hané. Do III. třídy okresu Vyškov 2004/2005 sestoupil poslední tým FK Chvalkovice. 

## Výsledná tabulka
| Poř. | Tým                          | Z  | V  | R | P  | VG | OG | B  |
| ---- | ---------------------------- | -- | -- | - | -- | -- | -- | -- |
| 1.   | TJ Slovan Ivanovice nad Hané | 26 | 18 | 5 | 3  | 67 | 28 | 59 |
| 2.   | TJ Letonice                  | 26 | 14 | 5 | 7  | 47 | 30 | 47 |
| 3.   | TJ Němčany                   | 26 | 13 | 6 | 7  | 47 | 36 | 45 |
| 4.   | TJ Sokol Nesovice            | 26 | 11 | 7 | 8  | 52 | 48 | 40 |
| 5.   | Framoz Rousínov „B“          | 26 | 11 | 5 | 10 | 57 | 45 | 38 |
| 6.   | TJ Sokol Otnice              | 26 | 11 | 5 | 10 | 43 | 37 | 38 |
| 7.   | FC Vážany nad Litavou        | 26 | 10 | 7 | 9  | 45 | 46 | 37 |
| 8.   | SK Slavkov u Brna „B“        | 26 | 8  | 7 | 11 | 37 | 50 | 31 |
| 9.   | TJ Sokol Moravské Málkovice  | 26 | 9  | 4 | 13 | 42 | 56 | 31 |
| 10.  | Sokol Dědice „B“             | 26 | 9  | 4 | 13 | 41 | 59 | 31 |
| 11.  | TJ Vícemilice                | 26 | 7  | 8 | 11 | 36 | 36 | 29 |
| 12.  | Sokol Kučerov                | 26 | 8  | 5 | 13 | 34 | 46 | 29 |
| 13.  | TJ Sokol Brankovice          | 26 | 8  | 4 | 14 | 44 | 48 | 28 |
| 14.  | FK Chvalkovice               | 26 | 7  | 4 | 15 | 35 | 61 | 25 |

Poznámky:
- Z = Odehrané zápasy; V = Vítězství; R = Remízy; P = Prohry; VG = Vstřelené góly; OG = Obdržené góly; B = Body; (S) = Mužstvo sestoupivší z vyšší soutěže; (N) = Mužstvo postoupivší z nižší soutěže (nováček)

|  | Postup do I. B třídy Jihomoravského kraje 2004/2005 |
|  | Sestup do III. třídy okresu Vyškov 2004/2005        |